# Памятник Сталину (Гаага)
Памятник Сталину в Гааге — арт-объект, концептуальный бюст Иосифа Сталина, выполненный Виталием Комаром и Александром Меламидом и установленный в квартале красных фонарей в Гааге в 1986 году. Памятник представляет бюст Сталина, помещенный в полицейскую будку на постаменте, покрытом красным бархатом, и декорированный пластиковым муляжом голландской сельди. Надпись на будке «Тревога. Пожарная полиция» (нидерл. Alarm. Brand-politie). В 2003 году после неоднократных актов вандализма в отношении арт-объекта, муниципальные власти Гааги реставрировали его и перенесли в центр города к Муниципальному музею.